# PWF
PWF(Pro Wrestling Fit, 프로레슬링 피트)는 대한민국의 前 인디 프로레슬링 단체이다. 한때 국내에서 가장 활발하게 했었던 프로레슬링 단체였다. 월1회 슈퍼노바라는 유료흥행과 연1회 인생공격이라는 큰 이벤트를 했었다. 한때 한국에서 가장 활동적인 모습을 보여주는 단체 중 하나였으나 2021년 코로나19 여파로 무기한 SNS를 통해 무기한 휴업을 하였으며, 이후 폐업하였다.

## 전 구성원

### 소속 프로레슬러
- 하비몬즈(김남석)
- 매드원(박동혁)
- 배드 릴 섭지
- 뉴릴D(인형)
- 엉클(한준규)
- 김수빈
- 하다온
- 범솔
- 정하민
- 인간어뢰 김남훈

### 전 스태프
- 김민섭 - PWF 소속 레퍼리
- The HONG(홍의성) - 링 아나운서
- 칼바이스(최인혁) - 링 아나운서
- 공국진 - 파워블로거 출신 심판

## 전 이벤트

### 슈퍼노바
PWF에서 이루어지는 월1회의 흥행이었다. 관람료는 성인은 10,000원이라는 유료흥행이며 보통 흥행시간은 30분~40분이다. 월1회 펼쳐지며 주로 토요일 오후 6시에 입장하며 6시30분에 경기 시작한다. 경기는 보통 1~2경기이다. 한때 슈퍼노바는 인상적이고, 타단체와 다른점은 경기가 끝나고 팬 서비스 차원에서 선수들이 나와서 관객들과 소통한다는 점이다. 이때 만큼은 선역, 악역 상관없이 등장해서 관객들과 소통하는 모습을 보여줬었다.

### 인생공격
연1회 펼쳐지는 큰 이벤트였다.

### PWF X 칼바이스 슈퍼스타W
과거 1년에 한번있는 듯한 인터넷 방송인 칼바이스와의 콜라보 연습생 오디션이였다. 우승자에게는 데뷔할 때까지의 모든 훈련비용을 면제해주는 특급 오디션이였으나 이후 폐지되었다.

## 타이틀 목록

### LOTC(Lord of the Cahos) 챔피언
- 2014.10.25 : '닥터몬즈' 김남석 초대 챔피언 등극
- 2014.11.29 : '닥터몬즈' 김남석 1차 방어 성공
- 2014.12.27 : '릴 섭지' 제2대 챔피언 등극
- 2014.12.27 : '매드원' 박동혁 제3대 챔피언 등극
- 2014.12.27 : '닥터몬즈' 김남석 제4대 챔피언 등극
- 2015.01,24 : 허니버터X 제5대 챔피언 등극
- 2015.03.26 : '매드원' 박동혁 제6대 챔피언 등극
- 2015.05.23 : '매드원' 박동혁 1차 방어 성공
- 2015.07.11 : 배드 릴 섭지 제7대 챔피언 등극
- 2015.10.03 : '인간어뢰'  김남훈 제8대 챔피언 등극
- 2016.10.03 : '인간어뢰'  김남훈 1차 방어 성공
- 2017.07.22 : '인간어뢰' 김남훈 2차 방어 성공
- 2017.10.29 : '인간어뢰' 김남훈 3차 방어 성공
- 2018.01.21 : 배드 릴 섭지 제9대 챔피언 등극
- 2018.05.20 : '닥터몬즈 주니어' 김수빈 제10대 챔피언 등극
- 2018.10.09 : '닥터몬즈 주니어' 김수빈 1차 방어 성공
- 2018.10.20 : 배드 릴 섭지 제11대 챔피언 등극
- 이후 폐지

### LOTW(Lord of the World) 챔피언
- 2013.01.26 : "닥터몬즈" 김남석이 잠정 챔피언 등극
- 2013.04.27 : "닥터몬즈" 김남석이 카게토라를 상대로 초대 챔피언 등극
- 2015.10.03 : 멧 사이달(에반 본)이 "갓몬즈" 김남석을 상대로 제2대 챔피언 등극
- 2015.10.03 : "갓몬즈" 김남석이 멧 사이달(에반 본)을 상대로 제3대 챔피언 등극
- 2016.10.03 : "하비몬즈" 김남석이 펀치 토미나가를 상대로 1차 방어 성공
- 2018.01.21 : "하비몬즈" 김남석이 아베 후미노리를 상대로 2차 방어 성공
- 2018.08.18 : "하비몬즈" 김남석이 배드 릴 섭지를 상대로 3차 방어 성공
- 공석 이후 폐지

## 출연 목록

### TV
- 2017년 : MBC《마이 리틀 텔레비전》
- 2017년 : tvN《김무명을 찾아라》
- 2016년 : KBS1《다큐공감》
- 2012년 : KBS2《대국민 토크쇼 안녕하세요》
- 2012년 : SBS《놀라운 대회 스타킹》
- OBS《스토리 人》

### 팟캐스트
- Apple itunes《나는 레슬러다》

### 뮤직비디오
- 락킴(Rockim) -《Don't Give It Up》